# Багай-Барановка (авіабаза)
Багай-Баранівка — авіаційна база ВПС Росії у Саратовській області, розташована у 2 км на південь від селища Сєнной і залізничної станції Сєнна, в 1,5 км на північний схід від села Багай-Барановка Вольського району. Розмовна назва аеродрому — «Сєнна» (рос. «Сенная»).
Станом на 2014 рік на аеродромі базується 395-та окрема випробувальна авіаційна ескадрилья (395-та ОВАЕ) ПКС РФ, що обслуговує полігон військ радіаційного, хімічного і біологічного захисту Шихани (літаки Ан-26, Ан-72, вертольоти Мі-8, Мі-24).

## Історія
Аеродром створено на початку 1940-х і названий згідно з ім'ям довколишнього села Барановка, розташованого на березі річки Багай. У ті роки на аеродромі базувався 8-й запасний винищувальний авіаційний полк, що спеціалізувався на підготовці кадрів для частин, озброєних винищувачами «Як», а також виконував обліт літаків, які випускалися Саратовським авіазаводом.
Розташована на аеродромі частина (створена 17 березня 1944 року) в 1955 році була переформована на 101-шу Окрему випробувальну авіаційну ескадрилью (військова частина 54817).
До 1998 року на аеродромі дислокувався 343-й інструкторський винищувальний авіаполк (літаки МіГ-17, МіГ-21, МіГ-23, МіГ-29).
1 липня 1993 року на аеродромі була сформована 395-та ОВАЕ авіації військ радіаційного, хімічного і біологічного захисту на основі злиття 101-ї окремої випробувальної авіаційної ескадрильї (101-ша ОІАЕ) й 220-ї ОВАЕ, що перебазувалася з Аральська (Казахстан).
Командиром 395-ї ОВАЕ з моменту її формування з 1993 по 2009 роки був полковник Пласкєєв Григорій Семенович, льотчик-снайпер, Заслужений військовий льотчик Росії.
1 листопада 2009 року 395-та ОВАЕ була передана до складу ВПС Росії й переформована на випробувальну авіаційну ескадрилью 929-го Головного льотного випробувального центру імені В. П. Чкалова.